# Irene Miracle
Irene Miracle (Stillwater, 24 gennaio 1954) è un'attrice statunitense.

## Biografia
La sua prima apparizione nel mondo del cinema fu nel film italiano L'ultimo treno della notte del 1975. Il successo lo ottenne però con Fuga di mezzanotte, film diretto da Alan Parker nel 1978, per il quale vinse anche un Golden Globe. Un altro ruolo importante lo interpretò nel film Inferno di Dario Argento. In seguito ha iniziato a lavorare per programmi televisivi americani e film a basso budget, spesso utilizzando il nome di Klara Irene Miracle. Da ricordare anche un film più leggero: La portiera nuda, diretto nel 1976 da Luigi Cozzi.

## Filmografia

### Cinema
- L'ultimo treno della notte, regia di Aldo Lado (1975)

- La portiera nuda, regia di Luigi Cozzi (1976)
- Fuga di mezzanotte (Midnight Express), regia di Alan Parker (1978)
- Inferno, regia di Dario Argento (1980)
- Il mondo dell'orrore di Dario Argento, regia di Michele Soavi (1985)
- In the Shadow of Kilimanjaro, regia di Raju Patel (1986)
- Una vita spezzata (Banter), regia di Hervé Hachuel (1986)
- From Hollywood to Deadwood, regia di Rex Pickett (1988)
- Veiled Threat, regia di Cyrus Nowrasteh (1989)
- Puppet Master - Il burattinaio (Puppet Master), regia di David Schmoeller (1989)
- Alterazione genetica II (Watchers II), regia di Thierry Notz (1990)
- One Plus Two Equals Four, regia di Levan Uchaneishvili (1994)
- 2090, regia di Eric Scott (1996)
- Il grande orso (Walking Thunder), regia di Craig Clyde (1997)

### Televisione
- Nero Wolfe – serie TV, episodio 1x02 (1981)
- Trapper John (Trapper John, M.D.) – serie TV, episodio 3x24 (1982)
- Laughing Horse, regia di Michael Blake – film TV (1986)
- Paradise – serie TV, episodio 1x08 (1988)
- Nick knight - Prigioniero delle tenebre (Nick Knight), regia di Farhad Mann – film TV (1989)
- Un amore violento (Shattered Dreams), regia di Robert Iscove – film TV (1990)

## Doppiatrici italiane
- Micaela Esdra in L'ultimo treno della notte
- Angiola Baggi in Fuga di mezzanotte
- Simona Izzo in Inferno